# 赤比
赤比（？—？），戰國時期楚國名鑄劍師莫邪之子。

## 生平
赤比為報父仇持雄劍欲殺楚王。後楚王於夢中得知，追殺赤比，赤比遇一俠士，赤比將自己頭顱與寶劍奉上，俠士後用計助其殺死楚王，為其報仇，自己也自刎。

## 記載
- 《搜神記·干將莫邪》：莫邪子名赤比，後壯，乃問其母曰：「吾父所在？」母曰：「汝父為楚王作劍，三年乃成。王怒，殺之。去時囑我：『語汝子出戶望南山，松生石上，劍在其背。』」於是子出戶南望，不見有山，但睹堂前松柱下石低之上。即以斧破其背，得劍，日夜思欲報楚王。

## 軼事
- 赤比因為斬下頭顱並交給一個素未謀面的人，祈求他幫助自己報仇並斬殺楚王，且故事懸疑恐怖，不符合現代思想和價值觀，有著黑色幽默和諷刺的成分，所以斷頭鬼赤比也被作爲迷因，在中三學生之間大爲流行，甚至以此作爲班級吉祥物。